# Coelioxys nigrofimbriata
Coelioxys nigrofimbriata är en biart som beskrevs av Cockerell 1919. Coelioxys nigrofimbriata ingår i släktet kägelbin, och familjen buksamlarbin. Inga underarter finns listade i Catalogue of Life.